# Maika
Maika（1987年5月15日—），出生於東京都，日本AV女優。被粉絲稱做可愛小天后，小惡魔系代表。

## 經歷
2004年以Mew的藝名出道，2006年引退。
2010年重新出道，並更名為Maika。
2012年，與櫻心美、波多野結衣、神咲詩織組成女子團體「me-me」。 
2014年，「me-me」女子團體在馬尼拉舉辦海王星娛樂Me-Me慈善演唱會。